# Список потерянных Ан-24
Список катастроф и происшествий Ан-24 всех модификаций.
По данным сайта Aviation Safety Network, по состоянию на 10 апреля 2021 года, в общей сложности в результате катастроф и серьёзных аварий были потеряны 174 самолёта Ан-24. Ан-24 пытались угнать 35 раз, при этом погибли 6 человек. Всего в этих происшествиях погибло 2232 человека.

## Список
| Дата                  | Бортовой номер | Место происшествия             | Жертвы      | Описание |
| --------------------- | -------------- | ------------------------------ | ----------- | --- |
| 29.07.1962            | 46708          | а/п Тернополь                  | 0/8         | Во время тренировочного полëта с имитацией отказа двигателя во время взлëта резко накренился, упал на землю и загорелся. |
| 20.03.1965            | 46764          | Ханты-Мансийск                 | 43/47       | Посадка до полосы, столкновение со снежным бруствером, разрушение и пожар, полностью уничтоживший самолёт. |
| 02.02.1966            | SU-AOB         | близ Луксора                   | 4/н. д.     | Разбился во время испытательного полёта. |
| 18.03.1966            | SU-AOA         | близ Каира                     | 30/30       | В условиях сильной грозы, обледенения и неисправных высотомера и компаса разбился при заходе на посадку в 5 км от ВПП, задев левым крылом песчаные дюны. |
| 29.08.1966            | CU-T875        | близ Камагуэйя                 | 0/н. д.     | Совершил аварийную посадку на пустырь недалеко от аэропорта, при приземлении оторвалось левое крыло. |
| 30.09.1966            | SU-AOM         | аэропорт Каира                 | 0/43        | При взлёте из аэропорта Луксора врезался правой стойкой шасси в вышедшего на ВПП верблюда, после чего совершил аварийную посадку на песчаную полосу Каирского аэропорта. |
| 30.12.1967            | 46215          | Лиепайский район               | 44/51       | При уходе на второй круг правый двигатель работал в режиме обратной тяги, система автоматического флюгирования винтов не сработала, из-за чего самолёт вошёл в крен, резко потерял высоту и столкнулся с землёй. |
| 31.12.1967            | 46201          | аэропорт Воронежа              | 0/н. д.     | Из-за отказа двигателя совершил аварийную посадку в 350 метрах от ВПП. |
| 06.01.1968            | 47733          | Олёкминский район              | 45/45       | По неустановленной причине внезапно разрушился в воздухе на высоте 4500 м в 92 км западнее Олёкминска. По неофициальным данным, мог быть сбит отклонившейся от курса ракетой ПВО. |
| 18.08.1968            | SU-AOL         | Средиземное море               | 40/40       | Совершая рейс «Каир — Дамаск», по неустановленной причине рухнул в море в 180 км южнее острова Кипр. |
| 06.10.1968            | 46552          | Марыйская область              | 0/н. д.     | Совершил экстренную посадку по причине отказа двигателя на высоте 4200 метров. |
| 24.01.1969            | SP-LTE         | Вроцлав                        | 0/48        | В нарушение правил экипаж выполнял посадку при погодных условиях ниже минимума, при этом не следя за высотой, и допустил столкновение с наземными объектами. |
| 24.03.1969            | 46751          | Алма-Атинская область          | 4/31        | После взлёта произошёл отказ одного из двигателей, самолёт упал с высоты 80 метров и разрушился. |
| 02.04.1969            | SP-LTF         | гмина Завоя                    | 53/53       | По неизвестной причине отклонился от курса и в условиях снегопада врезался в гору Бабья. |
| 03.08.1969            | 46248          | Днепропетровская область       | 55/55       | После взлёта на высоте около 4 км оторвалась лопасть воздушного винта, пробила фюзеляж и перебила тяги управления рулями высоты, направления и элеронами. Самолёт упал на землю и сгорел. |
| 13.10.1969            | 47772          | Нижневартовский район          | 24/56       | Потеря высоты и столкновение с землёй при заходе на посадку; мнения о причине разделились между конструктивным недостатком и ошибкой пилотирования. |
| 28.01.1970            | 47701          | близ посёлка Батагай           | 34/34       | Ошибка экипажа: преждевременное снижение и столкновение с каменистым холмом в районе реки Адыча в 40 км от аэропорта. |
| 30.01.1970            | SU-AOK         | аэропорт Луксора               | 0/н. д.     | При приземлении у самолёта обломилась стойка шасси. |
| 04.02.1970            | YR-AMT         | горы Апусени                   | 21/22       | По неизвестным причинам разбился в горах при приближении к аэропорту города Орадя. |
| 14.03.1970            | SU-AOC         | аэропорт Каира                 | 0/15        | Поражение двигателя ошибочно пущенной ракетой ПЗРК «Стрела-2», аварийная посадка в Каире. |
| 01.04.1970            | 47751          | Новосибирская область          | 45/45       | Столкновение с шаром-радиозондом. |
| 19.07.1970            | SU-ANZ         | аэропорт Каира                 | 0/3         | Ошибка экипажа в учебно-тренировочном полёте: взлёт по крутой траектории до высоты 50 м, крен вправо и падение на землю под углом 90°. |
| 15.10.1970            | 46256          | аэродром Синоп                 | 1/50        | Угон самолёта в Турцию отцом и сыном Бразинскасами, убита бортпроводница Надежда Курченко. Первый успешный угон самолёта в СССР. |
| 1970                  | 46241          | аэропорт Саратова              | 0/н. д.     | Во время заправки из-за разлива топлива возник пожар, в результате которого самолёт полностью сгорел. |
| 31.03.1971            | 46747          | аэропорт Быково                | 0/3         | В ходе тренировочного полёта по ошибке командира экипажа совершил посадку без выпущенного шасси. |
| 01.06.1971            | 47729          | Улан-Удэнский район            | 0/н. д.     | В ходе тренировочного полёта при отработке навыков пилотирования с одним неработающим двигателем бортмеханик по ошибке выключил и второй двигатель, самолёт резко потерял высоту и совершил вынужденную посадку на Богородском острове, частично сгорев. |
| 12.11.1971            | 46809          | аэропорт Винницы               | 52/52       | Из-за ошибки экипажа во время второго захода на посадку при низкой облачности и в условиях моросящего дождя ушёл в крен, упал рядом с ВПП и сгорел. |
| 13.11.1971            | 46378          | под Керчью                     | 6/11        | При посадке опустился ниже безопасной высоты и задел столб электролинии, а затем врезался в склад. |
| 15.11.1971            | YR-AMA         | аэропорт Отопени               | 0/22        | Совершил аварийную посадку недалеко от ВПП. |
| 01.12.1971            | 46788          | аэропорт Саратова              | 57/57       | Обледенение в облаках при заходе на посадку из-за отказавшей противообледенительной системы. |
| 22.02.1972            | 46732          | Липецкая область               | 0/13        | Во время крутого снижения на высоте 1500 м воздушные винты по неизвестной причине вышли на режим отрицательной тяги, экипаж не смог восстановить управление самолётом, и он столкнулся с землёй. |
| 27.02.1972            | 46418          | Минераловодский район          | 0/47        | При быстром снижении на высоте 2000 м воздушные винты вышли на режим отрицательной тяги, экипаж не смог восстановить управление самолётом и совершил аварийную посадку на поле близ села Канглы. |
| 16.05.1972            | б/н 05         | Светлогорск                    | 8/8 + 27    | Борт ВМФ. Недопустимое снижение из-за неисправного высотомера, столкновение с деревьями в тумане, падение на здание детского сада и пожар. Погибли 23 ребёнка и 3 сотрудника детского сада. |
| 04.11.1972            | 46202          | Курская область                | 0/3         | При заходе на посадку на расстоянии 2500 м от торца ВПП столкнулся с деревьями и разрушился. |
| 21.01.1973            | 46276          | Пермский край                  | 39/39       | В ночных условиях полёта столкнулся с неизвестным предметом и внезапно вошёл в штопор. |
| 28.02.1973            | 012            | у Щецина                       | 18/18       | Борт ВВС. При заходе на посадку в Щецине ночью в условиях обледенения попал в зону сильной турбулентности, резко потерял высоту и врезался в деревья недалеко от аэропорта. |
| 19.04.1973            | SP-LTN         | близ Жешува                    | н. д./н. д. | Разбился во время тренировочного полёта. |
| 18.08.1973            | 46435          | близ аэропорта Бина            | 56/64       | Разрушение турбины левого двигателя после взлёта, экипаж попытался вернуться в аэропорт, но по причине максимального взлётного веса и изношенных лопаток правый двигатель не смог набрать максимальную тягу, самолёт потерял высоту и столкнулся с нефтяной вышкой в 3 км от ВПП аэропорта Бина. |
| 17.09.1973            | 4206           | Кобдоский аймак                | н. д./н. д. | Во время снижения задел склон горы и совершил аварийную посадку. |
| 06.01.1974            | 46357          | у Мукачева                     | 24/24       | Обледенение ПВД, из-за неверного показания скорости экипаж уменьшил тягу двигателей, столкновение с землёй в районе дальнего привода. |
| 25.01.1974            | 46277          | близ Ростова-на-Дону           | 4/4         | Сразу после взлёта отказал авиагоризонт, экипаж потерял пространственную ориентацию и упал на расстоянии 1750 м от конца ВПП. |
| 27.02.1974            | 47195          | аэропорт Гамбелл               | 0/15        | Выработано топливо, экипаж смог посадить самолёт в американском аэропорту Гамбелл. |
| 08.03.1974            | XW-TCA         | близ Ханоя                     | 18/18       | Разбился в условиях недостаточной видимости. |
| 11.07.1974            | н. д.          | н. д.                          | н. д./н. д. | Подробности происшествия неизвестны. |
| 29.12.1974            | YR-AMD         | близ Сибиу                     | 33/33       | Из-за ошибки экипажа отклонился от курса более чем на 20 км к югу, попал в зону сильной турбулентности и на высоте 1700 м врезался в горы массива Лотру в Южных Карпатах. |
| 14.04.1975            | 035            | близ Софии                     | н. д./н. д. | Борт ВВС, разбился при неизвестных обстоятельствах. |
| 25.04.1975            | 46476          | аэропорт Полтавы               | 0/11        | Во время захода на посадку в сложных метеоусловиях попал в полосу приземного тумана, экипаж ошибочно допустил снижение ниже глиссады и самолёт столкнулся с землёй с недолётом до ВПП. |
| 17.11.1975            | 46467          | Гальский район                 | 38/38       | Во время снижения врезался в гору Апшара. |
| 20.11.1975            | 46349          | Харьковская область            | 19/50       | Из-за ошибки диспетчера экипаж установил высотомер с ошибкой 220 м, в результате чего самолёт при заходе на посадку ночью задел деревья и столкнулся со склоном холма в 12 км от аэропорта. |
| 22.11.1975            | LZ-ANA         | близ Софии                     | 3/45        | По невыясненным обстоятельствам разбился вскоре после взлёта. |
| 13.01.1976            | 47280          | Ржевка (Ленинградская область) | 0/44        | При заходе на посадку ночью в условиях плохой погоды просел ниже глиссады, система предупреждения опасного сближения с землёй сработала, но была отключена пилотом, из-за чего снижение было продолжено и самолёт задел деревья и упал в лес. |
| 21.01.1976            | B-492          | близ Шанхая                    | 40/40       | Разбился при заходе на посадку. |
| 10.03.1976            | 46613          | аэропорт Саратова              | 0/57        | При заходе на посадку командир экипажа допустил ошибку в пилотировании, из-за чего самолёт совершил грубую посадку с последующим выкатом за пределы ВПП и разрушился. |
| 18.03.1976            | CU-T879        | близ Гаваны                    | 5/5         | Во время подготовки лётной программы в рамках авиасалона «Кубана де Авиасьон» столкнулся в воздухе с самолётом Douglas DC-8-43 (CU-T1200). Из-за столкновения Ан-24 разрушился в воздухе, лайнер DC-8 благополучно приземлился, несмотря на потерю части крыла, в том числе одного двигателя. |
| 15.05.1976            | 46534          | Черниговская область           | 52/52       | По неустановленным причинам произошло резкое отклонение руля направления, винты обоих двигателей автоматически зафлюгировались, самолёт сорвался в штопор и разбился. |
| 13.08.1976            | 47734          | близ Гурьева                   | 0/43        | Из-за ошибки экипажа приземлился с недолётом до ВПП и разрушился. |
| 09.09.1976            | 46518          | близ Анапы, Чёрное море        | 52/52       | На высоте 5700 м над Чёрным морем из-за ошибки диспетчера столкнулся с самолётом Як-40 (СССР-87772) в 37 км южнее Анапы. При столкновении Ан-24 «отрубил» самолёту Як-40 хвостовое оперение вместе с двигателями. Обломки самолётов упали в море и затонули на глубине 500—600 м. |
| 17.12.1976            | 46722          | Киев                           | 48/55       | Во время ночной посадки в аэропорту Жуляны, происходившей в условиях низкой облачности, снега с дождем, обледенения и тумана, диспетчер не сообщил экипажу об ухудшении видимости ниже минимума в 700 м. По этой причине самолёт продолжил снижение, в 2500 м от ВПП с завышенной вертикальной скоростью ушёл ниже глиссады и на расстоянии 1265 м от ВПП столкнулся с бетонным забором ближнего приводного радиомаяка, затем, пролетев ещё 115 м, врезался в железнодорожную насыпь высотой 4,5 м, разрушился и загорелся. |
| 19.04.1977            | н. д.          | Моэ                            | 21/21       | При заходе на посадку в Тапа самолёт, из-за малоопытности командира экипажа, шёл ниже глиссады и прошёл дальний приводной радиомаяк (ДПРМ) на высоте 100 метров. Тут Ан-24Т попал в мощный снежный заряд, но командир, приняв решение не уходить на второй круг, продолжил снижение. Пролетая над посёлком Моэ, «Ан» зацепил дымовую трубу (высота 60 метров) местного спиртзавода. От удара машина перевернулась, а через 300—400 метров врезалась в землю и загорелась. |
| 08.07.1977            | 46847          | Сухумский район                | 6/7         | Во время тренировочного полёта в условиях сумерек с курсантами Кировоградской школы высшей лётной подготовки самолёт сразу после взлёта из аэропорта Сочи на высоте 150 м из-за временной потери работоспособности командира экипажа перешёл в снижение и упал в море в 1—1,5 км от берега. |
| 09.12.1977            | 47695          | близ Тарко-Сале                | 17/23       | После взлёта в тёмное время суток набрал высоту 120 м, на которой при несинхронной уборке закрылков произошло резкое увеличение крена, самолёт перешёл в снижение и прямо по курсу взлёта упал в тайгу в 4—5 км от ВПП, разрушился и загорелся. |
| 23.10.1978            | 46327          | залив Сиваш                    | 26/26       | При выполнении ночного полёта в облаках экипаж поздно включил обогрев входных направляющих аппаратов двигателей, из-за чего с интервалом в 40 секунд оба они остановились. При попытке запуска одного из двигателей возник разворачивающий момент, самолёт потерял управление, сорвался в штопор и упал в залив Сиваш недалеко от села Емельяновка Крымской области. |
| 10.11.1978            | 46789          | Махачкала                      | 1/?         | Попытка угона самолёта в Турцию во время выполнения рейса «Грозный—Баку». Угонщик, проникнув в кабину, ранил бортмеханика, но был вытеснен обратно в салон, после чего начал стрелять по двери. Одна из пуль, срикошетив, попала в голову угонщику, убив его на месте. По другой версии, преступник застрелился сам. Самолёт выполнил посадку в Махачкале, а в феврале 1979 года, несмотря на небольшие повреждения, был списан. |
| 19.12.1978            | 46299          | аэропорт Самарканда            | 5/5         | При выполнении тренировочного полёта с заходом на посадку с одним неработающим двигателем самолёт прошёл ближний приводной радиомаяк на 15 м ниже глиссады, после чего командир экипажа принял решение об уходе на второй круг. Из опасений вызвать большой разворачивающий момент вывод двигателя на взлётный режим осуществляли замедленно, по этой причине самолёт не смог набрать высоту и, после уборки шасси и закрылков, потерял скорость и с креном упал на землю. |
| 15.01.1979            | 46807          | Минск                          | 13/14       | При заходе на посадку в условиях обледенения экипаж, следуя РЛЭ, полностью выпустил закрылки, из-за чего самолёт, вследствие перекомпенсации руля высоты и потери устойчивости, совершил клевок, потерял управление и разбился. После этого происшествия в РЛЭ внесли изменения, предписывающие выпуск закрылков в условиях обледенения только до промежуточного положения. |
| 01.05.1979            | 1202           | аэропорт Эрдэнэта              | 0/н. д.     | При посадке совершил выкат за пределы ВПП и получил повреждения. |
| 03.09.1979            | 46269          | близ посёлка Амдерма           | 40/43       | При заходе на посадку из-за отсутствия штурмана на рабочем месте экипаж не контролировал снижение самолёта, из-за чего прошёл дальний приводной радиомаяк на 95 м ниже установленной высоты. После выхода из облаков экипаж в условиях безориентирной местности в визуальном полёте преждевременно снизился на недопустимо малую высоту и на удалении 1850 м от начала ВПП столкнулся с небольшой сопкой, разрушился и сгорел. |
| 20.03.1980            | B-484          | близ Чанша                     | н. д./н. д. | Разбился при неизвестных обстоятельствах. |
| 31.03.1980            | 3X-GAU         | аэропорт Конакри               | 0/35        | При посадке совершил выкат за пределы ВПП и разрушился. |
| 14.04.1980            | 47732          | аэропорт Красноярск-Северный   | 2/52        | После взлёта из-за разрушения шлиц-шарнира не убралась правая опора шасси. При выполнении аварийной посадки получил неверные указания от диспетчера и после приземления едва не врезался в стоящие самолёты. При попытке уклонения экипаж резко развернул самолёт и тот разрушился. Возник пожар, в результате чего две пассажирки погибли от ожогов. |
| 18.04.1980            | 46220          | аэропорт Быково                | 0/47        | При подготовке к взлёту экипаж не установил закрылки во взлётное положение, из-за чего самолёт, оторвавшись от ВПП, не смог набрать высоту, задел бетонный забор аэропорта, пересёк шоссе, столкнулся с постройками и загорелся. |
| 24.09.1980            | YI-AEM         | аэропорт Киркука               | 0/0         | Уничтожен на земле в ходе Ирано-иракской войны. |
| 08.03.1981            | 46280          | Курская область                | 0/5         | При посадке в аэропорту Курска из-за ошибки экипажа снизился ниже глиссады, задел деревья, упал и полностью сгорел. Данный самолёт в 1967 году на авиасалоне Ле Бурже впервые представил марку Ан-24 за рубежом. |
| 26.03.1981            | SP-LTU         | близ Слупска                   | 1/52        | При заходе на посадку разрушился воздушный винт, самолёт совершил вынужденную посадку и разрушился. |
| 24.08.1981            | 46653          | Завитинский район              | 31/32       | Столкнулся на высоте 5220 м с военным самолётом Ту-16 (с/н 6203106) в 70 км восточнее Завитинска. Столкновение произошло из-за несогласованности действий военных и гражданских диспетчеров, а также ошибок экипажей: экипаж Ан-24 не сообщил об уклонении от трассы на 10 км, а экипаж Ту-16 доложил о достижении высоты 5100 м за 2 минуты до того, как это произошло на самом деле. После столкновения самолёты разрушились в воздухе, оба экипажа (в том числе и экипаж Ту-16 из 6 человек) погибли. Лариса Савицкая, упавшая на фрагменте фюзеляжа с высоты 5220 метров, единственная из всех пассажиров осталась жива. |
| 25.01.1982            | YR-BMD         | близ Констанцы                 | 7/7         | Во время тренировочного полёта, делая заход на посадку, из-за неисправности в системе оперения накренился влево, задел левым крылом землю и полностью разрушился. |
| 25.01.1982            | YI-AEO         | н. д.                          | н. д./н. д. | Во время посадки врезался крылом в землю и разрушился. |
| 28.08.1982            | YI-ALN         | аэропорт Эн-Насирии            | н. д./н. д. | При посадке обломилась передняя стойка шасси, из-за чего самолёт при пробеге по ВПП клюнул носом вперёд, и из-за трения обшивки об бетон загорелся. |
| 07.11.1982            | 47786          | аэродром Синоп                 | 0/48        | Самолёт был угнан в Турцию. |
| 16.12.1982            | 46567          | близ посёлка Ширяево           | 0/н. д.     | Через 52 мин после взлёта из аэропорта Борисполь на высоте 5100 м в кабине экипажа произошло возгорание электропроводки, экипаж немедленно приступил к экстренному снижению и тушению пожара. Несмотря на принятые меры, пожар ликвидировать не удалось и командир корабля совершил вынужденную посадку с убранными шасси на поле близ села Саханское Одесской области. В результате продолжившегося на земле пожара самолёт полностью сгорел. |
| 07.03.1983            | LZ-AND         | Варна                          | 1/44        | Захвачен террористами, требовавшими лететь в Австрию. Поняли, что их обманули, угрожали всех убить. В этот момент экипажу удалось впустить на борт самолёта четырех спецназовцев через люк в багажном отделении. Спецназовцы ворвались в самолёт, разоружили и арестовали троих угонщиков, а один угонщик застрелен, когда пытался убить стюардессу. |
| 25.06.1983            | 8401           | аэропорт Улан-Батора           | 0/н. д.     | Разбился во время посадки при неизвестных обстоятельствах. |
| 24.12.1983            | 46617          | Лешуконский район              | 44/49       | При заходе на посадку в условиях облачности и моросящего дождя экипаж не ушёл на второй круг, несмотря на недопустимое отклонение влево от глиссады. Пилот начал доворачивать вправо и нескоординированными действиями вывел самолёт на закритический угол скольжения, что привело к потере скорости. В 1 км от ВПП экипаж попытался уйти на второй круг, но, несмотря на перевод двигателей на взлётный режим и уборку шасси, боковое скольжение вызывало дальнейшее падение скорости, самолёт стал крениться влево, терять высоту и с креном 90º рухнул на землю в 230 м от ВПП и в 110 м правее неё. |
| 28.01.1984            | 47310          | аэропорт Ижевска               | 4/51        | Перед началом снижения после выключения автопилота произошёл полный отказ управления рулём высоты. В первом заходе на посадку самолёт начал раскачиваться по тангажу и стал поднимать нос прямо перед полосой, из-за чего экипаж ушёл на второй круг. При втором заходе самолёт резче, чем в первый раз, задрал нос, на высоте 3-5 м над ВПП свалился на правое крыло и, несмотря на взлётный режим двигателей, потерял скорость и под углом 15º врезался в землю рядом с ВПП и разрушился. |
| 18.05.1984            | н. д.          | аэродром Смирных               | 6/6         | Экипаж АН-24РТ 257 осап производил облет РТС на а/д Смирных. При облете курсоглиссадной системы после пролета над ВПП экипаж приступил к выполнению спаренного первого-второго разворота. При этом был превышен допустимый крен. Самолёт потерял высоту и скорость и столкнулся с землей. Экипаж и школьник, которого взяли покататься, погибли. Ребенок в момент катастрофы занимал место помощника командира корабля. |
| 18.01.1985            | B-434          | близ Цзинаня                   | 38/41       | Разбился в условиях дождя и тумана при заходе на второй круг. |
| 22.02.1985            | TZ-ACT         | близ Томбукту                  | 50/51       | Вскоре после взлёта отказал один из двигателей и при возвращении обратно самолёт не дотянул до ВПП и разбился. |
| ??.03.1985            | н. д.          | аэропорт Джелалабада           | 0/н. д.     | Перед взлётом экипаж не переключил управление на ножное руление, из-за чего во время разгона самолёт стало стаскивать с ВПП влево на стоящие вдоль неё советские военные вертолёты Ми-8МТ, в результате левым крылом Ан-24 повредил хвосты пяти вертолётам, а сам получил сильные повреждения. |
| 19.12.1985            | 47845          | близ Ганьнань                  | 0/51        | Самолёт был угнан вторым пилотом. |
| 02.03.1986            | 46423          | Бугульминский район            | 38/38       | При заходе на посадку перед входом в глиссаду через секунду после выпуска закрылков отказал микровыключатель датчика автоматического флюгирования воздушного винта левого двигателя, и он самопроизвольно перешёл в положение флюгирования. Самолёт накренился влево, начал разворот в ту же сторону, потерял скорость и разбился в 8 км от ВПП в 500 м от её оси. |
| 05.09.1986            | YR-AMF         | близ Клуж-Напока               | 3/55        | При посадке обломилась передняя стойка шасси, самолёт упал носом вперёд и от трения об поверхность ВПП возник пожар, быстро перешедший на кабину пилотов. |
| 15.12.1986            | B-3413         | близ Ланьчжоу                  | 6/44        | Через 30 минут после взлёта из-за обледенения отказали оба двигателя и экипаж принял решение вернуться в аэропорт. Попытки запустить двигатели результата не дали, и самолёт разбился, не долетев до аэропорта. |
| 23.01.1987            | 7710           | аэропорт Улан-Батора           | н. д./н. д. | Разбился при неизвестных обстоятельствах. |
| 08.07.1988            | 46669          | Хабаровский край               | 0/н. д.     | При взлёте не смог набрать высоту и столкнулся с постройками за пределами аэропорта. |
| 02.11.1988            | SP-LTD         | близ Жешува                    | 1/29        | При подходе к аэропорту отказал один двигатель, экипаж принял решение садиться на поле. При посадке самолёт попал шасси в небольшой ров, развалился и сгорел. |
| 15.08.1989            | B-3417         | близ Шанхая                    | 34/40       | Сразу после взлёта отказал второй двигатель, самолёт потерял высоту и упал в реку. |
| 26.08.1989            | 46352          | аэропорт Саскылаха             | 0/н. д.     | В процессе разбега после поднятия передней стойки шасси бортмеханик, не имеющий достаточного опыта, ошибочно установил переключатель шасси на «уборку», из-за чего самолёт столкнулся нижней частью фюзеляжа с поверхностью ВПП. |
| 24.09.1989            | н. д.          | аэропорт Кабула                | 0/0         | Находясь на стоянке, в результате массированного ночного обстрела аэропорта был поражён неуправляемыми ракетными снарядами и полностью сгорел. |
| 04.10.1989            | 46525          | аэропорт Степногорска          | 0/52        | При посадке в условиях тумана сошёл с полосы и завалился на бок. |
| 21.11.1989            | 46335          | аэропорт Советский             | 32/40       | При заходе на посадку в условиях снегопада из-за ошибки экипажа снизился ниже глиссады и на высоте 20—25 м в 180 м от ближнего приводного радиомаяка самолёт задел верхушки деревьев, после чего рыскнул вправо, в 700 м от ВПП и в 250 м правее её оси в перевёрнутом положении упал на землю и загорелся. |
| 28.12.1989            | YR-BMJ         | близ Бухареста                 | 7/7         | Выполнял рейс в Белград за грузом гуманитарной помощи, вскоре после взлёта из аэропорта Бухареста в условиях плохой погоды по неизвестным причинам развалился в воздухе, обломки самолёта разбросало в радиусе 1 км² близ деревни Вишина жудеца Дымбовица в 55 км от Бухареста. По неофициальной версии мог быть сбит ракетой ПВО из-за единственного пассажира на борту — английского журналиста Яна Перри, который во время Румынской революции находился в штабе ЦК Компартии Румынии и снял во время боёв большое количество фото- и видеоматериалов. На это указывают обнаруженные на обломках самолёта следы химических веществ, используемых в топливе и взрывчатке ракет ПВО. Также, по свидетельствам очевидцев, на месте катастрофы некие люди целенаправленно собирали уцелевшие фотографии и видеокассеты. |
| 09.01.1990            | н. д.          | близ Джубы                     | н. д./н. д. | Борт ВВС. В ходе гражданской войны был сбит в 110 км южнее Джубы близ деревни Каджо-Каджи из ПЗРК «Стрела-2» повстанцами НАОС. |
| 26.01.1990            | 10208          | близ Улясутая                  | 30/30       | Разбился из-за нехватки топлива после неудачных попыток в ночное время найти аэропорт. |
| 22.04.1990            | 34008          | аэропорт Луангнамтхи           | 1+0/3       | После взлёта обнаружились проблемы с двигателем, экипаж принял решение вернуться в аэропорт, но при посадке самолёт промахнулся мимо ВПП и врезался в здание. Погиб находившийся в нём человек. |
| 02.06.1990            | 46551          | аэропорт Кенкияк               | 0/33        | При посадке совершил касание ВПП с избыточными посадочной и вертикальной скоростями, из-за чего вошёл в прогрессирующее козление — после трёх прыжков передняя опора шасси подломилась и самолёт совершил выкат за ВПП на 83 м, в результате чего в районе передней опоры шасси возникло возгорание, которое впоследствии полностью уничтожило самолёт. |
| 14.12.1990            | 47164          | аэропорт Шахтёрска             | 0/43        | При посадке в условиях сильного снегопада ударился правой стойкой шасси о земляную насыпь перед началом ВПП, стойка обломилась, и самолёт юзом протащило по земле несколько десятков метров. |
| 23.03.1991            | 46472          | аэропорт Навои                 | 34/63       | Из-за нарушения экипажем схемы захода произвёл посадку с перелётом и на высокой скорости, после чего выкатился с ВПП на стройплощадку (в аэропорту проводились работы по удлинению ВПП), где через три сотни метров врезался в штабель бетонных плит. |
| 26.04.1991            | 46605          | аэропорт Залив Креста          | 0/н. д.     | При посадке подломилась одна из стоек шасси, самолёт просел и столкнулся нижней частью фюзеляжа с поверхностью ВПП. |
| 26.09.1991            | 46724          | близ Санкт-Петербурга          | 10/10       | По неизвестным причинам упал в Финский залив через 5 минут после взлёта из аэропорта Пулково. |
| 26.11.1991            | 47823          | Бугульминский район            | 41/41       | При заходе на посадку ночью в условиях обледенения экипаж не включил противообледенительную систему крыльев и стабилизатора, в результате чего они покрылись льдом. До входа в глиссаду экипаж в нарушение РЛЭ довыпустил закрылки до 30º, в 1700 м от ВПП самолёт стал резко уклоняться вправо, через 300 м вышел за предельно допустимое уклонение и просел ниже глиссады. Экипаж на высоте 60 м начал уход на второй круг — двигатели были переведены на взлётный режим, но закрылки не убраны, это привело к тому, что самолёт вошёл в срывной режим и под углом 75—80º носом столкнулся с землёй в 802 м после начала ВПП, в 598 м правее неё. |
| 22.02.1992            | OB-1439        | аэропорт Арекипы               | 0/45        | Приземлился в самом конце ВПП, совершил выкат за её пределы и проехал 150 м по пересечённой местности, сломав шасси. |
| 07.04.1992            | J5-GAE         | район Эль-Куфра                | 3/13        | Личный самолёт председателя Организации освобождения Палестины и лидера ФАТХа Ясира Арафата. Совершая рейс из Хартума в штаб-квартиру ООП, в Тунисе попал в сильную песчаную бурю, из-за чего самолёт совершил вынужденную посадку в пустыне. При приземлении весь экипаж погиб, Ясир Арафат получил лёгкие ранения. |
| 28.07.1992            | LZ-ANN         | аэропорт Софии                 | 0/0         | Стоял на стоянке аэропорта, когда при проведении работ на самолёт рухнул кран, обломив правое крыло. |
| 02.09.1992            | 46816          | близ Атырау                    | 0/49        | После взлёта на высоте 900 м загорелся двигатель и экипаж принял решение вернуться, но по причине обледенения самолёт со скоростью 6 м/сек быстро терял скорость и был вынужден совершить экстренную посадку на брюхо с недолётом до ВПП. Проехав 418 м по пересечённой местности, самолёт наполовину разрушился. |
| 21.11.1992            | 46306          | аэропорт Краснодара            | 0/20        | При аварийной посадке с перегрузкой в 3 единицы обломилась стойка шасси и повредилась 4-я переборка. |
| 16.01.1993            | 46478          | аэропорт Костаная              | 0/23        | При подходе к аэропорту произошла остановка одного двигателя, выключенного КВС находившимся в состоянии опьянения. Экипаж в нарушение правил не сообщил об этом органам УВД и продолжал снижение. При попытке выпустить шасси КВС несколько раз убрал-выпустил закрылки, и потом при попытке вручную выпустить шасси зафлюгировал правый двигатель. На высоте 60 м и расстоянии 400 м от ВПП самолёт повело налево и диспетчер дал задание уходить на второй круг, и при включении взлётного режима второго двигателя самолёт свалился и упал на землю за 162 м до начала ВПП и в 477 м слева от её оси, при посадке самолёт заскользил по снежному полю и задел стоящий на нём военный Ан-26 — Летающую лабораторию системы посадки спускаемых аппаратов. Фюзеляж АН-24 пополам. Бортпроводница сломала руку. |
| 03.02.1993            | 47180          | аэропорт Усть-Куйги            | 0/20        | При взлёте отказало рулевое управление, самолёт совершил аварийную посадку при которой получил существенные повреждения. |
| 06.04.1993            | YL-LCH         | аэропорт Степанавана           | 0/32        | При посадке обломилась передняя стойка шасси, самолёт упал на нос и его 600 м протащило по ВПП. |
| 01.02.1994            | 47718          | аэропорт Омсукчана             | 0/53        | Самолёт ледовой разведки. При разбеге во время взлёта задел снежный бруствер, из-за чего поменял направление движения и совершил выкат на снежное поле высотой 1,2 м. |
| ??.??.1994            | 46600          | аэропорт Тулы                  | 0/н. д.     | При грубой посадке ударился о ВПП с большой вертикальной скоростью, из-за чего разрушился правый внешний пневматик, самолёт вынесло с полосы вправо и на грунте подломило переднюю стойку шасси. |
| 17.07.1994            | 46575          | аэропорт Херсона               | 0/32        | При разгоне преждевременно убрались шасси, из-за чего самолёт просел и брюхом приземлился на ВПП. |
| 13.08.1994            | н. д.          | н. д.                          | н. д.       | Борт ВВС. Разбился или был поврежден. |
| 06.02.1995            | 46564          | аэропорт Архангельска          | 0/38        | При посадке в сильную метель из-за плохой видимости экипаж ушёл с посадочной глиссады и приземлился на ВПП под углом, из-за чего самолёт совершил выкат за пределы полосы и врезался в снежный бруствер. |
| 21.09.1995            | 10103          | близ Мурэна                    | 42/43       | Врезался в гору из-за преждевременного снижения при заходе на посадку. |
| 01.11.1995            | UN-47710       | аэропорт Шымкента              | 0/4         | При заходе на посадку остановился один двигатель, скорость самолёта уменьшилась, однако пилот по ошибке не добавил мощности на второй двигатель, а выключил его, из-за чего самолёт совершил жёсткую (свыше 2,6 единиц) посадку и приземлился с недолётом 1100 м до ВПП, по пути сбив барана. |
| 13.12.1995            | YR-AMR         | Верона                         | 49/49       | По прилёте из города Тимишоара через час должен был вылетать обратно. Из-за нулевой температуры, сильного ветра и снегопада вылет из аэропорта «Валерио Катулло Виллафранка» задерживался, однако перед вылетом командир экипажа не принял во внимание погодные условия и решил не обрабатывать самолёт противообледенительными реагентами. После вылета с перегрузом в 2000 кг достиг максимальной скорости и, по причине минусовой температуры и отсутствия противообледенительной обработки, крылья стали покрываться льдом и самолёт вследствие нарушения аэродинамических качеств стал крениться вправо. Скорость резко снизилась и экипаж опустил рули высоты резко вниз, из-за чего скорость вновь стала возрастать. Продолжая полёт с правым креном, экипаж поднял закрылки, однако самолёт увеличил крен до 67°, командир воздушного судна не смог восстановить контроль над самолётом и он упал на правое крыло, разрушился и загорелся в 1,5 км от аэропорта. |
| 21.12.1995            | 46473          | аэропорт Краснодара            | 0/44        | При заходе на посадку произошло смещение груза, вследствие чего нарушилась центровка самолёта. После пролёта торца ВПП экипаж поздно приступил к выравниванию и первое касание полосы произошло при незавершённом выравнивании, что привело к развитию прогрессирующего «козла». Ошибочные действия экипажа по предотвращению «козления» характеризовались значительными несоразмерными движениями штурвала «на себя» и «от себя» и, тем самым, усугубили ситуацию. В процессе шести последовательных приземлений с перегрузкой от 1,37 до 3,3 единиц произошло разрушение передней опоры шасси с последующим повреждением силовых элементов конструкции. |
| 29.12.1995            | 46401          | аэропорт Саранска              | 0/5         | При выполнении тренировочного полёта слишком резко зашёл на посадку, ударился левым крылом об землю и разрушился. |
| 22.02.1996            | YR-BMK         | близ Бухареста                 | 2+0/8       | При заходе на посадку в условиях сильного снегопада при выполнении третьего захода задел крылом деревья и врезался в частный жилой дом, в котором погибли два человека. |
| 25.02.1996            | XU-314         | аэропорт Банлунга              | 0/42        | Во время пробега по ВПП после посадки в северо-восточной части Камбоджи оказались неисправны тормоза, из-за чего у самолёта лопнули шасси, он сошёл с полосы и врезался в здания. |
| 03.05.1996            | ST-FAG         | близ Хартума                   | 53/53       | После ряда неудачных заходов в аэропорт Хартума в условиях сильной песчаной бури пытался совершить аварийную посадку в 15 км к северо-востоку от столицы в городке Хай-Юсеф, но при снижении врезался в недавно построенное и незаселённое здание и разрушился. |
| 06.11.1996            | 47356          | аэропорт Усть-Неры             | 0/29        | При заходе на посадку диспетчер не предупредил экипаж о реконструкции покрытия в начале ВПП, ошибочно решив, что командир самолёта в курсе строительных работ. Запоздалое предупреждение пришло перед самым касанием полосы, из-за чего самолёт не смог уйти на взлёт и проехал по реконструируемой ВПП, получив значительные повреждения. |
| 25.01.1997            | н. д.          | аэропорт Кряж                  | 0/н. д.     | При взлёте в условиях мокрого снега с ветром и ограниченной видимости самолёт зацепил колесами снежный сугроб и упал плашмя на заснеженное поле. Находившаяся на борту команда ЦСК ВВС сумела быстро покинуть самолёт через аварийные двери и запасные выходы. |
| 18.03.1997            | 46516          | Черкесский район               | 50/50       | Во время горизонтального полёта на высоте 6000 м из-за глубоких очагов коррозии, возникших во время эксплуатации в странах Африки и не замеченных при техническом обслуживании и ремонте самолёта, в условиях повышенной нагрузки произошло разрушение конструкции хвостовой части фюзеляжа в районе туалетной кабины, после чего хвостовая часть отделилась, самолёт перешёл в неконтролируемое падение, столкнулся с землёй в 1 км восточнее Черкесска и сгорел. |
| 20.03.1997            | н. д.          | близ Джубы                     | 4/4         | Борт ВВС. При подходе к аэропорту Джубы отказал один из двигателей. Командир экипажа принял решение совершить аварийную посадку на равнину, после чего самолёт упал и полностью разрушился. По неофициальной версии сбит повстанцами НОАС близ деревни Ей в 40 км от Джубы. |
| 11.07.1997            | CU-T1262       | близ Сантьяго-де-Куба          | 44/44       | При взлёте из аэропорта на высоте 150 м самолёт стал заваливаться влево, после чего сорвался в штопор и упал в Карибское море. |
| 29.09.1998            | EW-46465       | Маннарский залив               | 55/55       | После вылета из аэропорта Джафны при наборе высоты 4250 м командир экипажа сообщил о разгерметизации, после чего связь прервалась и самолёт упал в Индийский океан. Предположительно сбит ракетой из ПЗРК повстанцами движения «Тигры освобождения Тамил-Илама» в ходе боевых действий Третьей Иламской войны. |
| 22.09.1999            | 08824          | аэропорт Ухты                  | 0/н. д.     | При рулении на взлётной дорожке сломалась правая основная стойка шасси. Последний построенный Ан-24 — выпущен 1 июля 1979 года. |
| 19.02.2000            | 47829          | аэропорт Сургута               | 0/н. д.     | При заходе на посадку в сложных метеоусловиях при наличии в районе ВПП тумана командир экипажа, в нарушение правил, не принял решение об уходе на второй круг, и, в результате ошибок в расчёте посадки приземление произошло на расстоянии 370 м до конца ВПП, из-за чего самолёт совершил выкат на полосу безопасности на 435 м и столкнулся с огнями приближения. |
| 15.11.2000            | D2-FCG         | близ Луанды                    | 42/42       | Сразу после вылета из аэропорта на высоте 60 м из-за попадания птицы загорелся левый двигатель, самолёт потерял управление, накренился влево и разбился в 5 км от ВПП. |
| 10.10.2001            | YA-DAH         | аэропорт Кабула                | 0/0         | Уничтожены на земле в ходе американских авиаударов по аэропорту. |
| 10.10.2001            | YA-DAJ         | аэропорт Кабула                | 0/0         | Уничтожены на земле в ходе американских авиаударов по аэропорту. |
| 10.10.2001            | YA-DAG         | аэропорт Кабула                | 0/0         | Уничтожены на земле в ходе американских авиаударов по аэропорту. |
| 13.07.2002            | 46670          | аэропорт Якутска               | 0/4         | Во время учебно-тренировочного полёта при заходе на посадку бортмеханик-инструктор ошибочно установил кран выпуска-уборки шасси из положения «Нейтрально» в положение «Уборка» вместо «Выпуск». За 14 секунд до посадки диспетчер предупредил экипаж о невыпуске шасси и дал команду об уходе на второй круг, однако оно замечено не было и через 5 секунд диспетчер повторил команду, которую заметил один из членов экипажа и предупредил командира, который дал команду на взлётный режим, но через 1 секунду самолёт коснулся задней частью фюзеляжа земли, приземлился на брюхо в 973 м от торца ВПП, проехал 1960 м и разрушился. |
| 06.02.2003            | 46828          | аэропорт Толмачёво             | 0/н. д.     | При взлёте во время набора высоты произошёл отрыв воздушного винта правого двигателя, после чего экипаж совершил экстренную посадку. |
| 25.04.2003            | 700            | аэропорт Эль-Фашера            | 0/0         | Борт ВВС. Уничтожен на поле аэродрома в ходе нападения повстанцев НОАС на город. |
| 14.06.2003            | CU-T1295       | близ Нуэва-Херона              | 0/52        | При подходе к аэропорту экипаж обнаружил течь тормозной жидкости из гидравлической системы шасси, из-за чего после приземления была применена система экстренного торможения, однако она не сработала, и самолёт, прокатившись 2500 м по ВПП, совершил выкат за её пределы, пробежал по пересечённой местности несколько сот метров, сломав переднюю и левую стойки шасси, и остановился, попав в искусственное озеро. |
| 16.09.2004            | EW-47808       | аэропорт Кабула                | 0/н. д.     | Сразу после вылета из аэропорта Кабула отказал один из двигателей, из-за чего командир экипажа принял решение вернуться в аэропорт вылета, при посадке в сложных метеоусловиях самолёт совершил выкат на расстояние 200 м за пределы ВПП. |
| 04.03.2005            | EY-46399       | близ Импфондо                  | 0/н. д.     | При посадке пробежался по ВПП, выехал за её пределы, врезался в деревья и, разрушившись, полностью сгорел. |
| 16.03.2005            | 46489          | близ посёлка Варандей          | 28/52       | При заходе на посадку в условиях «белой мглы» и отсутствия ориентиров на поверхности, экипаж принял за полосу участок грунтовой дороги, расположенной в 4 км до ВПП аэропорта и параллельной направлению ВПП аэропорта. Для захода на ошибочное место посадки командир экипажа предпринял затянутый (20 секунд) манёвр снижения со скольжением и потерей скорости. Это, при недостаточном режиме работы двигателей и в отсутствии контроля за скоростью полёта, привело к выходу на критические углы скольжения более 20° и сваливанию самолёта на левое крыло на высоте 26 метров, после чего он столкнулся с землёй в 4217 м от ВПП, разрушился и частично сгорел. |
| 02.06.2005            | ST-WAL         | аэропорт Хартума               | 7/42        | Во время разбега при взлёте взорвался и загорелся левый двигатель, горящие обломки которого разрушили часть фюзеляжа с левой стороны самолёта и вызвали пожар в салоне. |
| 16.07.2005            | 3C-VQR         | близ Малабо                    | 60/60       | Вскоре после вылета из аэропорта Малабо в условиях плохой видимости врезался в лесистый склон горы и полностью разрушился в 30 км от аэропорта. |
| 02.11.2005            | 46618          | аэропорт Южно-Сахалинска       | 0/н. д.     | При жёсткой посадке носовая стойка шасси подломилась и пробила фюзеляж. |
| 23.12.2005            | ER-AZX         | провинция Сонго                | 0/н. д.     | При посадке выехал за пределы ВПП и врезался в деревья. |
| 19.01.2006            | 5605           | близ села Хейце                | 42/43       | Борт ВВС. Доставлял домой словацких миротворцев, возвращающихся из Косово, где они выполняли миссию KFOR в рамках НАТО. При приближении к аэропорту города Кошице экипаж преждевременно снизился и отклонился на 3 км от траектории полёта, в результате чего на высоте 700 м врезался в заснеженный и лесистый склон горы Борсо в 20 км от Кошице, в 3 км от словацкой границы, и полностью разрушился. |
| 23.03.2006            | ER-AZZ         | авиабаза Али                   | 0/н. д.     | При снижении произошёл отказ левого двигателя, но экипаж продолжил снижение, когда не выпустилась передняя стойка шасси. Командир экипажа принял решение об уходе на второй круг, при уходе на который основные стойки шасси не убрались, а передняя стойка начала выпускаться, в результате чего в условиях одного работающего двигателя и выпущенных шасси самолёт потерял скорость и экипаж произвёл вынужденную посадку вне ВПП, при которой самолёт получил значительные повреждения. |
| 25.06.2007            | XU-U4A         | провинция Кампот               | 22/22       | Во время снижения в условиях шторма за 5 минут до времени посадки экипаж снизился значительно ниже минимальной безопасной высоты для данного района и на высоте 500 м столкнулся со склоном горы массива Дамри в провинции Кампот в 57 км от курортного города Сиануквиль и полностью разрушился. |
| 23.07.2007            | EX-030         | близ Дыре-Дауа                 | 0/6         | При выполнении грузового рейса во время взлёта из-за проблем с двигателем на высоте 600 м начал терять скорость и высоту, экипаж принял решение вернуться обратно в аэропорт, но при возвращении совершил вынужденную аварийную посадку в пустыне, при которой у самолёта оторвались кабина и хвост. |
| 18.09.2008            | 4L-MUX         | Тбилиси                        | 0/н. д.     | Экипаж произвел посадку со значительным превышением скорости, самолёт начал козлить по ВПП, в результате чего подломилась передняя стойка шасси. |
| 13.01.2009            | S9-KAS         | аэропорт Босасо                | 0/15        | При посадке не выпустилось переднее шасси, из-за чего при приземлении самолёт упал на нос и проехался по ВПП, получив незначительные повреждения. |
| 23.01.2009            | 46693          | аэропорт Игарки                | 0/7         | При выполнении взлёта во время разбега самолёт отклонился влево на 30 градусов от курса взлёта и совершил выкат на боковую полосу безопасности на 32 метра от оси ВПП, в результате чего из-за касания земли был повреждён левый винт двигателя. |
| 15.08.2009            | UK-46658       | аэропорт Зарафшана             | 0/н. д.     | Во время взлёта из-за преждевременной уборки шасси упал на фюзеляж и получил значительные повреждения. |
| 04.02.2010            | 47360          | аэропорт Якутска               | 0/42        | При выполнении взлёта на этапе разбега из-за ошибки бортмеханика произошла преждевременная уборка шасси, что привело к просадке самолёта, столкновению нижней части фюзеляжа с поверхностью ВПП и повреждению самолёта. |
| 17.05.2010            | YA-PIS         | близ Саланга                   | 44/44       | При выполнении полёта в условиях сильного ветра и тумана на высоте 4100 м врезался в склон горы массива Гиндукуш южнее перевала Саланг. |
| 03.08.2010            | 46524          | аэропорт Игарки                | 12/15       | При заходе на посадку ночью при плохих погодных условиях самолёт задел верхушки деревьев и в 700 м до ВПП с отклонением 300 м вправо от её оси столкнулся с землёй, разрушился и частично сгорел. |
| 11.11.2010            | ST-ARQ         | аэропорт Залингеи              | 6/36        | При посадке у самолёта лопнули покрышки шасси, из-за чего самолёт ударился крылом о землю и развалился. |
| 14.12.2010            | 47305          | аэропорт Амдерма-2             | 0/38        | При выполнении планового рейса на этапе захода на посадку произошло преждевременное касание правой стойкой шасси самолёта поверхности земли на концевой полосе безопасности за 8 м до начала ВПП. В дальнейшем в процессе пробега самолёта по полосе произошло подламывание правой стойки шасси, кренение самолёта на правое крыло. Самолёт остановился в 750—780 м от начала ВПП и в 6 м от боковой границы взлётно-посадочной полосы в пределах боковой полосы безопасности. |
| 15.12.2010            | 46616          | аэропорт пос. Мыс Шмидта       | 0/39        | При посадке из-за ошибки экипажа самолёт приземлился за 120 м до начала ВПП, из-за чего от удара о неровность подломилась передняя стойка шасси. |
| 11.07.2011            | 47302          | река Обь                       | 7/37        | В результате пожара в левом двигателе совершил вынужденную посадку в акватории реки Обь в 63 километрах от Нижневартовска. |
| 08.08.2011            | 46561          | аэропорт Благовещенска         | 0/41        | Выполняя заход на посадку в условиях, сопряжённых с сильной турбулентностью атмосферы, экипаж допустил уклонение вправо и, преждевременно снизившись, с большой вертикальной и поступательной скоростями столкнулся с деревьями за 75 метров до торца и правее осевой линии ВПП на 250 метров. |
| 28.04.2012            | 3X-GEB         | аэропорт Галькайо              | 0/36        | Грубая посадка с козлением и разрушением фюзеляжа. |
| 13.02.2013            | UR-WRA         | аэропорт Донецка               | 5/53        | Потеря скорости во время захода на посадку при метеоусловиях, к которым экипаж не был подготовлен и допущен. |
| сентябрь-октябрь 2014 | UR-46647       | аэропорт Донецка               | 0/0         | Уничтожен во время боев за аэропорт в ходе вооружённого конфликта на востоке Украины, точная дата уничтожения неизвестна. |
| 15.03.2015            | RA-47805       | аэропорт Толмачёво             | 0/33        | При посадке в «Толмачево» в результате соприкосновения со взлётно-посадочной полосой самолёт повредил хвостовую часть фюзеляжа. На борту находились 28 пассажиров и пять членов экипажа. Никто не пострадал. |
| 27.06.2019            | RA-47366       | Нижнеангарск                   | 2/45        | После взлёта у самолёта отказал один из двигателей. После посадки экипаж потерял контроль над двигателем, и самолёт выехал за пределы полосы, после чего столкнулся с очистным сооружением и загорелся. |
| 24.07.2025            | RA-47315       | Тында                          | 48/48       | Перестал выходить на связь после ухода на второй круг, позже найдены обломки самолёта. |